# Dean Smith
Dean Smith, född den 2 mars 1988 i Stourbridge, England, Storbritannien, är en brittisk racerförare.

## Racingkarriär
Smith inledde sin karriär i formel BMW säsongen 2004. Under säsongen 2005 kom hans genombrott, då han tog hand om mästerskapstiteln, efter en avgörande vinst över Sam Bird i säsongens sista deltävling. Efter att ha slutat tolva i brittiska formel Renault 2006 kom Smith tvåa i mästerskapet 2007, men han hade inte resurser att avancera annat än ett par tävlingar i formel 3 och några internationella formel Renault-tävlingar under 2008.
Smiths planer inför säsongen 2009 var att köra Porsche Carrera Cup Great Britain, men han ändrade sig efter en omgång och bytte tillbaka till formel Renault, där han gjorde karriärens bästa säsong och tog hem titeln. Han vann även McLaren Autosport BRDC Award efter säsongens slut.